# 格氏油鯰
格氏油鯰，為輻鰭魚綱鯰形目長鬚鯰科的其中一種，分布於南美洲哥倫比亞及委內瑞拉的馬拉開波湖、馬格達萊納河流域，體長可達17公分，棲息在河川中底層水域，屬肉食性，生活習性不明，可做為養殖魚。

## 擴展閱讀
維基物種上的相關：格氏油鯰